# Luidia hexactis
Luidia hexactis är en sjöstjärneart som beskrevs av Hubert Lyman Clark 1938. Luidia hexactis ingår i släktet Luidia och familjen sprödsjöstjärnor. Inga underarter finns listade i Catalogue of Life.